# Dendrobium olivaceum
Dendrobium olivaceum är en orkidéart som beskrevs av Johannes Jacobus Smith. Dendrobium olivaceum ingår i släktet Dendrobium, och familjen orkidéer. Inga underarter finns listade i Catalogue of Life.